# Martha E. Rogers
Martha Elizabeth Rogers (12 de maig de 1914 - 13 de març de 1994) va ser una infermera, investigadora, teòrica i autora estatunidenca. Rogers és coneguda pel desenvolupament de Science of Unitary Human Beings i el seu llibre de referència An Introduction to the Theoretical Basis of Nursing.

## Biografia

### Primers anys i educació
Va néixer a Dallas, Texas, la més gran de quatre fills de Bruce Taylor Rogers i Lucy Mulholland Keener Rogers. Va començar els seus estudis universitaris a la Universitat de Tennessee, estudiant pre-medicina (1931-1933) i es va retirar a causa de la pressió que la medicina no era una carrera adequada per a una dona. Es va matricular a l'escola d'infermeria de l'Hospital General Knoxville amb un amic i va rebre el seu diploma el 1936 i l'any següent va completar la seva llicenciatura en infermeria de salut pública al George Peabody College de Nashville, Tennessee.

### Carrera
Es va especialitzar en la infermeria de salut pública, treballant a Michigan, Connecticut i Arizona, on va establir Visiting Nurse Service de Phoenix, Arizona. Va continuar els seus estudis, obtenint el grau en infermeria de salut pública del Teachers College, Universitat de Colúmbia el 1945, i un màster de salut pública (M.P.H.) el 1952 i un doctorat en ciències (Sc.D.) el 1954, tots dos de la Johns Hopkins School of Public Health. Entre 1952 i 1975, va ser professora i Cap de la Divisió d'Infermeria a la Universitat de Nova York, que després va ser reconeguda com a Professora Emèrita el 1979. Després de la seva jubilació el 1975, Rogers va continuar ensenyant a la Universitat de Nova York .

### Mort
Va morir el 13 de març de 1994 i va ser enterrada a Knoxville (Tennessee). El 1996, va ser investida pòstumament per l'Associació Americana d'Infermeres al Saló de la Fama.

## Publicacions
- Revolució educativa en infermeria (Educational Revolution in Nursing) (1961)
- Revelació en infermeria (Reveille in Nursing) (1964)
- Una introducció a les bases teòriques de la infermeria (An Introduction to the Theoretical Basis of Nursing) (1970)